# 博穆博果尔
和碩襄昭親王博穆博果爾（转写：Bomubogor；1642年1月20日—1656年8月22日），清太宗第十一子。

## 生平
崇德六年（1642年）十二月二十日申時出生，生母為懿靖大貴妃娜木鍾。
順治十二年（1655年）二月二十一日，封為襄親王。
順治十三年（1656年）七月初三日巳時薨逝，謚號為“昭”，无嗣。

## 家庭
《愛新覺羅宗譜》記載博穆博果爾嫡福晉為和碩達爾漢巴圖魯親王滿珠錫禮之女科爾沁博爾濟吉特氏，即碩塞繼室福晉之姐妹。目前尚未發現記載博穆博果爾有側福晉的史料。乾隆朝禮部通知歲暮致祭曹八里屯等處安葬之格格時，提到歲暮禮要致祭「襄親王墳院處安葬之格格五位」。由於清代稱襄親王僅有博穆博果爾一人，可知此五位格格是他的妾侍。
《湯若望傳》記順治帝喜歡一位滿籍軍人的夫人，並在這位軍人死後，將其妻收入宮中，學者陳垣以此推測這名滿籍軍人就是博穆博果爾。

## 延伸阅读
[在维基数据编辑]
 《清史稿/卷219》，出自趙爾巽《清史稿》